# Списък на спътници Космос (1501-1750)

## 1983
- Космос 1501 (30 септември) Ромб
- Космос 1501 SS 1 (dtto) ESO
- Космос 1501 SS 2 (dtto) ESO
- Космос 1501 SS 3 (dtto) ESO
- Космос 1501 SS 4 (dtto) ESO
- Космос 1501 SS 5 (dtto) ESO
- Космос 1501 SS 6 (dtto) ESO
- Космос 1501 SS 7 (dtto) ESO
- Космос 1501 SS 8 (dtto) ESO
- Космос 1501 SS 9 (dtto) ESO
- Космос 1501 SS 10 (dtto) ESO
- Космос 1501 SS 11 (dtto) ESO
- Космос 1501 SS 12 (dtto) ESO
- Космос 1501 SS 13 (dtto) ESO
- Космос 1501 SS 14 (dtto) ESO
- Космос 1501 SS 15 (dtto) ESO
- Космос 1501 SS 16 (dtto) ESO
- Космос 1501 SS 17 (dtto) ESO
- Космос 1501 SS 18 (dtto) ESO
- Космос 1501 SS 19 (dtto) ESO
- Космос 1501 SS 20 (dtto) ESO
- Космос 1501 SS 21 (dtto) ESO
- Космос 1501 SS 22 (dtto) ESO
- Космос 1501 SS 23 (dtto) ESO
- Космос 1501 SS 24 (dtto) ESO
- Космос 1502 (5 октомври) Тайфун-1B
- Космос 1503 (12 октомври) Стрела-2 COMM
- Космос 1504 (14 октомври) Кобальт
- Космос 1505 (21 октомври) Зенит-6 фоторазузнавателен спътник
- Космос 1506 (26 октомври) Цикада
- Космос 1507 (29 октомври) US-P SIGINT/EORSAT
- Космос 1508 (11 ноември) Вектор
- Космос 1509 (17 ноември) Зенит-6 фоторазузнавателен спътник
- Космос 1510 (24 ноември) Мусон No. 14
- Космос 1511 (30 ноември) Октан No. 249
- Космос 1512 (7 декември) Зенит-6 фоторазузнавателен спътник
- Космос 1513 (8 декември) Парус
- Космос 1514 (14 декември) Бион No. 6
- Космос 1515 (15 декември) Целина-D SIGINT
- Космос 1516 (27 декември) Силует No. 3
- Космос 1517 (27 декември) BOR-4 No. 405
- Космос 1518 (28 декември) Око система за ранно предупреждение
- Космос 1519 (29 декември) Ураган No. 14L GLONASS
- Космос 1520 (dtto) Ураган No. 15L GLONASS
- Космос 1521 (dtto) Ураган GVM GLONASS

## 1984
- Космос 1522 (5 януари) Стрела-1M COMM
- Космос 1523 (dtto) Стрела-1M COMM
- Космос 1524 (dtto) Стрела-1M COMM
- Космос 1525 (dtto) Стрела-1M COMM
- Космос 1526 (dtto) Стрела-1M COMM
- Космос 1527 (dtto) Стрела-1M COMM
- Космос 1528 (dtto) Стрела-1M COMM
- Космос 1529 (dtto) Стрела-1M COMM
- Космос 1530 (11 януари) Зенит-6 фоторазузнавателен спътник
- Космос 1531 (11 януари) Парус
- Космос 1532 (13 януари) Кобальт
- Космос 1533 (26 януари) Зенит-6 фоторазузнавателен спътник
- Космос 1534 (26 януари) Вектор
- Космос 1535 (2 февруари) Парус
- Космос 1536 (8 февруари) Целина-D SIGINT
- Космос 1537 (16 февруари) Ресурс-F1 17F41 No. 27
- Космос 1538 (21 февруари) Стрела-2 COMM
- Космос 1539 (28 февруари) Кобальт
- Космос 1540 (2 март) Гейзер No. 12L
- Космос 1541 (6 март) Око система за ранно предупреждение
- Космос 1542 (7 март) Зенит-6 фоторазузнавателен спътник
- Космос 1543 (10 март) Efir No. 1
- Космос 1544 (15 март) Целина-D SIGINT
- Космос 1545 (21 март) Зенит-6 фоторазузнавателен спътник
- Космос 1546 (29 март) Око система за ранно предупреждение
- Космос 1547 (4 април) Око система за ранно предупреждение
- Космос 1548 (10 април) Кобальт
- Космос 1549 (19 април) Зенит-6 фоторазузнавателен спътник
- Космос 1550 (11 май) Парус
- Космос 1551 (11 май) Зенит-6 фоторазузнавателен спътник
- Космос 1552 (14 май) Терилен
- Космос 1553 (17 май) Цикада
- Космос 1554 (19 май) Ураган No. 16L GLONASS
- Космос 1555 (dtto) Ураган No. 17L GLONASS
- Космос 1556 (dtto) Ураган GVM GLONASS
- Космос 1557 (22 май) Фрам фоторазузнавателен спътник/natural resources
- Космос 1558 (25 май) Кобальт
- Космос 1559 (28 май) Стрела-1M COMM
- Космос 1560 (dtto) Стрела-1M COMM
- Космос 1561 (dtto) Стрела-1M COMM
- Космос 1562 (dtto) Стрела-1M COMM
- Космос 1563 (dtto) Стрела-1M COMM
- Космос 1564 (dtto) Стрела-1M COMM
- Космос 1565 (dtto) Стрела-1M COMM
- Космос 1566 (dtto) Стрела-1M COMM
- Космос 1567 (30 май) US-P SIGINT/EORSAT
- Космос 1568 (1 юни) Зенит-6 фоторазузнавателен спътник
- Космос 1569 (6 юни) Око система за ранно предупреждение
- Космос 1570 (8 юни) Стрела-2 COMM
- Космос 1571 (11 юни) Облик фоторазузнавателен спътник – Зенит-8 (Облик) topographic survey
- Космос 1572 (15 юни) Ресурс-F1 17F41 No. 26
- Космос 1573 (19 юни) Зенит-6 фоторазузнавателен спътник
- Космос 1574 (21 юни) Надежда 11F643N No. 531
- Космос 1575 (22 юни) Ресурс-F1 17F41 No. 48
- Космос 1576 (26 юни) Кобальт
- Космос 1577 (27 юни) Парус
- Космос 1578 (28 юни) Тайфун-1B
- Космос 1579 (29 юни) US-A RORSAT
- Космос 1580 (29 юни) Облик
- Космос 1581 (3 юли) Око система за ранно предупреждение
- Космос 1582 (19 юли) Ресурс-F1 17F41 No. 49
- Космос 1583 (24 юли) Облик
- Космос 1584 (27 юли) Облик (Природа)
- Космос 1585 (31 юли) Кобальт
- Космос 1586 (2 август) Око система за ранно предупреждение
- Космос 1587 (6 август) Облик
- Космос 1588 (7 август) US-P SIGINT/EORSAT
- Космос 1589 (8 август) Мусон No. 15
- Космос 1590 (16 август) Ресурс-F1 17F41 No. 50
- Космос 1591 (30 август) Ресурс-F1 17F41 No. 51
- Космос 1592 (4 септември) Облик
- Космос 1593 (4 септември) Ураган No. 18L GLONASS
- Космос 1594 (dtto) Ураган No. 19L GLONASS
- Космос 1595 (dtto) Ураган GVM GLONASS
- Космос 1596 (7 септември) Око система за ранно предупреждение
- Космос 1597 (13 септември) Фрам фоторазузнавателен спътник/natural resources
- Космос 1598 (13 септември) Парус
- Космос 1599 (25 септември) Кобальт
- Космос 1600 (27 септември) Облик
- Космос 1601 (27 септември) Ромб
- Космос 1601 SS 1 (dtto) ESO
- Космос 1601 SS 2 (dtto) ESO
- Космос 1601 SS 3 (dtto) ESO
- Космос 1601 SS 4 (dtto) ESO
- Космос 1601 SS 5 (dtto) ESO
- Космос 1601 SS 6 (dtto) ESO
- Космос 1601 SS 7 (dtto) ESO
- Космос 1601 SS 8 (dtto) ESO
- Космос 1601 SS 9 (dtto) ESO
- Космос 1601 SS 10 (dtto) ESO
- Космос 1601 SS 11 (dtto) ESO
- Космос 1601 SS 12 (dtto) ESO
- Космос 1601 SS 13 (dtto) ESO
- Космос 1601 SS 14 (dtto) ESO
- Космос 1601 SS 15 (dtto) ESO
- Космос 1601 SS 16 (dtto) ESO
- Космос 1601 SS 17 (dtto) ESO
- Космос 1601 SS 18 (dtto) ESO
- Космос 1601 SS 19 (dtto) ESO
- Космос 1601 SS 20 (dtto) ESO
- Космос 1601 SS 21 (dtto) ESO
- Космос 1601 SS 22 (dtto) ESO
- Космос 1601 SS 23 (dtto) ESO
- Космос 1601 SS 24 (dtto) ESO
- Космос 1602 (28 септември) Okean-OE NKhM No. 2
- Космос 1603 (28 септември) Целина-2 SIGINT – Целина-2 prototype
- Космос 1604 (4 октомври) Око система за ранно предупреждение
- Космос 1605 (11 октомври) Парус
- Космос 1606 (18 октомври) Целина-D SIGINT
- Космос 1607 DU (31 октомври) US-A RORSAT
- Космос 1608 (14 ноември) Силует No. 4
- Космос 1609 (14 ноември) Облик
- Космос 1610 (15 ноември) Парус
- Космос 1611 (21 ноември) Кобальт
- Космос 1612 (27 ноември) Meteor-3 No. 1
- Космос 1613 (29 ноември) Облик
- Космос 1614 (19 декември) BOR-4 No. 406
- Космос 1615 (20 декември) Тайфун-1B

## 1985
- Космос 1616 (9 януари) Кобальт
- Космос 1617 (15 януари) Стрела-3 COMM
- Космос 1618 (dtto) Стрела-3 COMM
- Космос 1619 (dtto) Стрела-3 COMM
- Космос 1620 (dtto) Стрела-3 COMM
- Космос 1621 (dtto) Стрела-3 COMM
- Космос 1622 (dtto) Стрела-3 COMM
- Космос 1623 (16 януари) Облик
- Космос 1624 (17 януари) Стрела-2 COMM
- Космос 1625 (23 януари) US-P SIGINT/EORSAT
- Космос 1626 (24 януари) Целина-D SIGINT
- Космос 1627 (1 февруари) Парус
- Космос 1628 (6 февруари) Облик
- Космос 1629 (21 февруари) Око система за ранно предупреждение
- Космос 1630 (27 февруари) Кобальт
- Космос 1631 (27 февруари) Вектор
- Космос 1632 (1 март) Облик
- Космос 1633 (5 март) Целина-D SIGINT
- Космос 1634 (14 март) Парус
- Космос 1635 (21 март) Стрела-1M COMM
- Космос 1636 (dtto) Стрела-1M COMM
- Космос 1637 (dtto) Стрела-1M COMM
- Космос 1638 (dtto) Стрела-1M COMM
- Космос 1639 (dtto) Стрела-1M COMM
- Космос 1640 (dtto) Стрела-1M COMM
- Космос 1641 (dtto) Стрела-1M COMM
- Космос 1642 (dtto) Стрела-1M COMM
- Космос 1643 (25 март) Терилен
- Космос 1644 (3 април) Облик
- Космос 1645 (16 април) Foton No. 1L
- Космос 1646 (18 април) US-P SIGINT/EORSAT
- Космос 1647 (19 април) Кобальт
- Космос 1648 (25 април) Облик
- Космос 1649 (15 май) Облик
- Космос 1650 (17 май) Ураган No. 20L GLONASS
- Космос 1651 (dtto) Ураган No. 21L GLONASS
- Космос 1652 (dtto) Ураган GVM GLONASS
- Космос 1653 (22 май) Ресурс-F1 17F41 No. 52
- Космос 1654 (23 май) Кобальт
- Космос 1655 (30 май) Цикада
- Космос 1656 (30 май) Целина-2 SIGINT
- Космос 1657 (7 юни) Ресурс-F1 17F41 No. 54
- Космос 1658 (11 юни) Око система за ранно предупреждение
- Космос 1659 (13 юни) Облик
- Космос 1660 (14 юни) Мусон No. 17
- Космос 1661 (18 юни) Око система за ранно предупреждение
- Космос 1662 (19 юни) Ромб
- Космос 1662 SS 1 (dtto) ESO
- Космос 1662 SS 2 (dtto) ESO
- Космос 1662 SS 3 (dtto) ESO
- Космос 1662 SS 4 (dtto) ESO
- Космос 1662 SS 5 (dtto) ESO
- Космос 1662 SS 6 (dtto) ESO
- Космос 1662 SS 7 (dtto) ESO
- Космос 1662 SS 8 (dtto) ESO
- Космос 1662 SS 9 (dtto) ESO
- Космос 1662 SS 10 (dtto) ESO
- Космос 1662 SS 11 (dtto) ESO
- Космос 1662 SS 12 (dtto) ESO
- Космос 1662 SS 13 (dtto) ESO
- Космос 1662 SS 14 (dtto) ESO
- Космос 1662 SS 15 (dtto) ESO
- Космос 1662 SS 16 (dtto) ESO
- Космос 1662 SS 17 (dtto) ESO
- Космос 1662 SS 18 (dtto) ESO
- Космос 1662 SS 19 (dtto) ESO
- Космос 1662 SS 20 (dtto) ESO
- Космос 1662 SS 21 (dtto) ESO
- Космос 1662 SS 22 (dtto) ESO
- Космос 1662 SS 23 (dtto) ESO
- Космос 1662 SS 24 (dtto) ESO
- Космос 1663 (21 юни) Ресурс-F1 17F41 No. 55
- Космос 1664 (26 юни) Облик
- Космос 1665 (3 юли) Облик
- Космос 1666 (8 юли) Целина-D SIGINT
- Космос 1667 (10 юли) Бион No. 7
- Космос 1668 (15 юли) Облик
- Космос 1669 (19 юли) Progress 7K-TG No. 126
- Космос 1670 (1 август) US-A RORSAT
- Космос 1671 (2 август) Облик
- Космос 1672 (7 август) Ресурс-F1 17F41 No. 57
- Космос 1673 (8 август) Силует No. 5
- Космос 1674 (8 август) Целина-D SIGINT
- Космос 1675 (12 август) Око система за ранно предупреждение
- Космос 1676 (16 август) Кобальт
- Космос 1677 (23 август) US-A RORSAT
- Космос 1678 (29 август) Ресурс-F1 17F41 No. 53
- Космос 1679 (29 август) Кобальт
- Космос 1680 (4 септември) Стрела-2 COMM
- Космос 1681 (6 септември) Фрам фоторазузнавателен спътник/natural resources
- Космос 1682 (19 септември) US-P SIGINT/EORSAT
- Космос 1683 (19 септември) Облик
- Космос 1684 (24 септември) Око система за ранно предупреждение
- Космос 1685 (26 септември) Облик
- Космос 1686 (27 септември) TKS-M No. 16501
- Космос 1687 (30 септември) Око система за ранно предупреждение
- Космос 1688 (2 октомври) Ромб
- Космос 1688 SS 1 (dtto) ESO
- Космос 1688 SS 2 (dtto) ESO
- Космос 1688 SS 3 (dtto) ESO
- Космос 1688 SS 4 (dtto) ESO
- Космос 1688 SS 5 (dtto) ESO
- Космос 1688 SS 6 (dtto) ESO
- Космос 1688 SS 7 (dtto) ESO
- Космос 1688 SS 8 (dtto) ESO
- Космос 1688 SS 9 (dtto) ESO
- Космос 1688 SS 10 (dtto) ESO
- Космос 1688 SS 11 (dtto) ESO
- Космос 1688 SS 12 (dtto) ESO
- Космос 1688 SS 13 (dtto) ESO
- Космос 1688 SS 14 (dtto) ESO
- Космос 1688 SS 15 (dtto) ESO
- Космос 1688 SS 16 (dtto) ESO
- Космос 1688 SS 17 (dtto) ESO
- Космос 1688 SS 18 (dtto) ESO
- Космос 1688 SS 19 (dtto) ESO
- Космос 1688 SS 20 (dtto) ESO
- Космос 1688 SS 21 (dtto) ESO
- Космос 1688 SS 22 (dtto) ESO
- Космос 1688 SS 23 (dtto) ESO
- Космос 1688 SS 24 (dtto) ESO
- Космос 1689 (3 октомври) Ресурс-O1 No. 1L
- Космос 1690 (9 октомври) Стрела-3 COMM
- Космос 1695 (dtto) Стрела-3 COMM
- Космос 1692 (dtto) Стрела-3 COMM
- Космос 1693 (dtto) Стрела-3 COMM
- Космос 1694 (dtto) Стрела-3 COMM
- Космос 1691 (dtto) Стрела-3 COMM
- Космос 1696 (16 октомври) Облик
- Космос 1697 (22 октомври) EPN No. 03.694 (Целина-2 SIGINT
- Космос 1698 (22 октомври) Око система за ранно предупреждение
- Космос 1699 (25 октомври) Кобальт
- Космос 1700 (25 октомври) Al'tair No. 11L
- Космос 1701 (9 ноември) Око система за ранно предупреждение
- Космос 1702 (13 ноември) Облик
- Космос 1703 (22 ноември) Целина-D SIGINT
- Космос 1704 (28 ноември) Парус
- Космос 1705 (3 декември) Облик
- Космос 1706 (11 декември) Кобальт
- Космос 1707 (12 декември) Целина-D SIGINT
- Космос 1708 (13 декември) Ресурс-F1 17F41 No. 56
- Космос 1709 (19 декември) Парус
- Космос 1710 (24 декември) Ураган No. 22L GLONASS
- Космос 1711 (dtto) Ураган No. 23L GLONASS
- Космос 1712 (dtto) Ураган GVM GLONASS
- Космос 1713 (27 декември) Efir No. 2
- Космос 1714 (28 декември) Целина-2 SIGINT

## 1986
- Космос 1715 (8 януари) Облик
- Космос 1716 (9 януари) Стрела-1M COMM
- Космос 1717 (dtto) Стрела-1M COMM
- Космос 1718 (dtto) Стрела-1M COMM
- Космос 1719 (dtto) Стрела-1M COMM
- Космос 1720 (dtto) Стрела-1M COMM
- Космос 1721 (dtto) Стрела-1M COMM
- Космос 1722 (dtto) Стрела-1M COMM
- Космос 1723 (dtto) Стрела-1M COMM
- Космос 1724 (15 януари) Кобальт
- Космос 1725 (16 януари) Парус
- Космос 1726 (17 януари) Целина-D SIGINT
- Космос 1727 (23 януари) Цикада
- Космос 1728 (28 януари) Облик
- Космос 1729 (1 февруари) Око система за ранно предупреждение
- Космос 1730 (4 февруари) Облик
- Космос 1731 (7 февруари) Терилен
- Космос 1732 (11 февруари) Мусон No. 16
- Космос 1733 (19 февруари) Целина-D SIGINT
- Космос 1734 (26 февруари) Кобальт
- Космос 1735 (27 февруари) US-PM SIGINT/EORSAT
- Космос 1736 (21 март) US-A RORSAT
- Космос 1737 (25 март) US-PM SIGINT/EORSAT
- Космос 1738 (4 април) Гейзер No. 13L
- Космос 1739 (9 април) Кобальт
- Космос 1740 (15 април) Облик
- Космос 1741 (17 април) Стрела-2 COMM
- Космос 1742 (14 май) Облик
- Космос 1743 (15 май) Целина-D SIGINT
- Космос 1744 (21 май) Foton No. 2L
- Космос 1745 (23 май) Парус
- Космос 1746 (28 май) Ресурс-F1 17F41 No. 58
- Космос 1747 (29 май) Облик
- Космос 1748 (6 юни) Стрела-1M COMM
- Космос 1749 (dtto) Стрела-1M COMM
- Космос 1750 (dtto) Стрела-1M COMM